# Јанош Тот
Јанош Тот (Вршац, 16. јун 1961 — Београд, 30. октобар 2013) био је српски позоришни, телевизијски и филмски глумац.

## Биографија
Јанош Тот је рођен у Вршцу 16. јуна 1961. године. Академију уметности, смер глума је уписао у Новом Саду, у класи професора Дејана Мијача. Док је био на Академији почео је да игра у Српском народном позоришту у Новом Саду. Дипломирао је у Суботици са представом Како вам драго.
Био је стални члан Позоришта на Теразијама од 1990. а гостовао је и у другим позориштима.
Као првак драме играо је у бројним позоришним представама као што су: Ноћ лудака у Господској улици, Битка за Сењак, Зимски дворац, Три фртаља Београда, Лукреција илити ждеро, Алан Форд, Лутка са насловне стране, Пољуби ме Кејт, Јубилеј, Генерална проба самоубиства, Маратонци трче почасни круг и друге. Запажене улоге је остварио и у телевизијским серијама, од којих су најпознатије Мој рођак са села (2008—2011) и Звездара (2013).
Преминуо је после краће и тешке болести у 53. години живота 30. октобра 2013. Комеморација поводом смрти је одржана у Позоришту на Теразијама, сахрањен је на Новом бежанијском гробљу 2. новембра 2013.

## Филмографија
| Год.       | Назив                                 | Улога              |
| ---------- | ------------------------------------- | ------------------ |
| 1980.-те   |                                       |                    |
| 1981.      | База на Дунаву                        |                    |
| 1990.-те   |                                       |                    |
| 1990.      | Народни посланик                      | шегрт              |
| 1995.      | Знакови                               |                    |
| 1996.      | Срећни људи                           | станодавац         |
| 1997.      | Горе доле                             |                    |
| 1998.      | Купи ми Елиота                        | ђубретар           |
| 2000.-те   |                                       |                    |
| 2000.      | Зека, Црвенкапа и Лотар Матеус        | педофил            |
| 2001.      | Породично благо                       | полицајац          |
| 2003.      | Скоро сасвим обична прича             |                    |
| 2004.      | Шарене каже                           |                    |
| 2004.      | Трагом Карађорђа                      | Танасије Милошевић |
| 2004.      | Смешне и друге приче                  | Комшија            |
| 2004.      | Парадокс                              | Бора               |
| 2007—2009. | Сељаци                                | Жоја               |
| 2010.-те   |                                       |                    |
| 2010.      | Жена са сломљеним носем               | доктор             |
| 2008—2011. | Мој рођак са села                     | Рос                |
| 2011.      | Сестре                                |                    |
| 2011.      | Мешано месо                           |                    |
| 2012.      | Монтевидео, Бог те видео! (ТВ серија) | електричар Жика    |
| 2013.      | Звездара (ТВ серија)                  | Жиле               |
| 2013.      | Фалсификатор                          | тужилац            |

## Награде
- Награда Статуета Ћуран на Данима комедије у Јагодини, за најбољу улогу у представи Јубилеј. 2001. године
- Награда Статуета Ћуран на Данима комедије у Јагодини, за најбоље улоге у представама Генерална проба самоубиства и Маратонци трче почасни круг 2009. године
- Награда за најбоље глумачко остварење у представи Лажа и паралажа, на сусретима војвођанских позоришта.